# Vallucciole
Vallucciole è una frazione del comune di Pratovecchio Stia, in provincia di Arezzo.
È tristemente nota per l'eccidio di Vallucciole, strage nazifascista consumatasi il 13 aprile 1944.

## Geografia
La frazione si trova a 750 metri sul livello del mare e a circa 10 chilometri da Stia, lungo la statale 556 Stia - Londa.

## Monumenti e luoghi d’interesse

### Chiesa Sacrario di Vallucciole
È un sacrario che si trova appena sopra il borgo di Vallucciole. L'edificio fu costruito nel 1704, come riporta un'incisione sulla muratura laterale della chiesa. Vi è officiata la Messa solo in estate. Al suo interno è conservata una lastra di marmo con incisi i nomi delle 108 vittime della strage.

## La strage

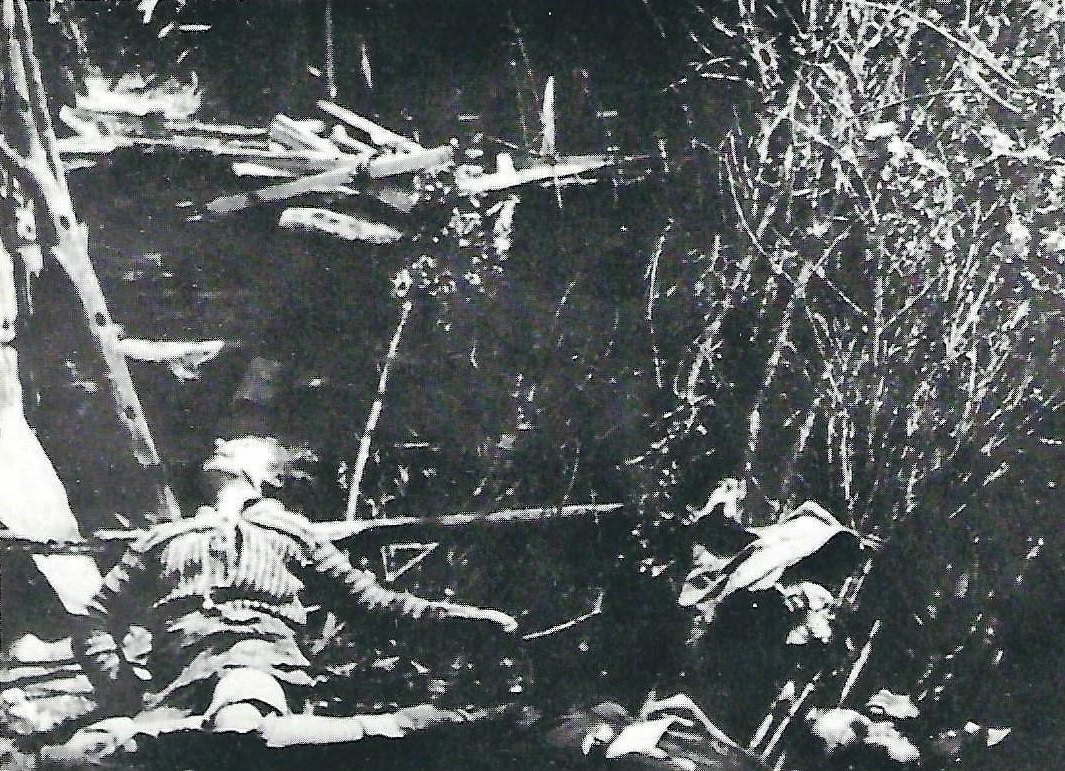
Il corpo di una delle vittime tra le macerie

All’alba del 13 aprile 1944 il borgo è stato vittima di un terribile attacco da parte delle forze nazifasciste che si ponevano l’obiettivo di frenare il movimento partigiano che proteggeva la zona. Il paese venne quasi completamente raso al suolo e le vittime, fra le quali donne, bambini e anziani, sono state complessivamente 108.